# Strmen
Strmen falu Horvátországban, Sziszek-Monoszló megyében. Közigazgatásilag Sunjához tartozik.

## Fekvése
Sziszek városától légvonalban 29, közúton 43 km-re délkeletre, községközpontjától  légvonalban 10, közúton 16 km-re keletre, a sziszeki Szávamentén, Száva-folyó jobb partján hosszan elnyúlva fekszik. Házai többnyire a Száva medrét követve sorakoznak.

## Története
A település már Mátyás király 1464 június 21-én kelt, Frangepán Mártonnak írt kiváltságlevelében szerepel „possessio Stermyna” alakban. Kosztajnica várának uradalmához tartozott. 1492-ben „Sthermyna” néven említik. 1556-ban Kosztajnica várának elestével Strmen is török kézre került. Már a török uralom idején pravoszláv vlachok települtek le területén. A térség 1687-ben szabadult fel a török uralom alól. A kiürült területre hamarosan megkezdődött a keresztény lakosság betelepítése. Bosznia területéről újabb pravoszláv népesség érkezett. 
A falu 1773-ban az első katonai felmérés térképén „Dorf Sztermen” néven szerepel. A településnek 1857-ben 612, 1910-ben 1310 lakosa volt. Zágráb vármegye Kosztajnicai járásához tartozott. 1918-ban az új szerb-horvát-szlovén állam, majd később Jugoszlávia része lett. A II. világháború idején a Független Horvát Állam része volt. A háború során az usztasa erők 358 szerb nemzetiségű helyi lakost hurcoltak el és gyilkoltak meg a jasenovaci koncentrációs táborban. A háború után enyhült a szegénység és sok ember talált munkát a közeli városokban. A délszláv háború előtt a falu csaknem teljes lakossága szerb nemzetiségű volt. 1991. június 25-én a független Horvátország része lett. A délszláv háború idején szerb lakossága a JNA erőihez csatlakozott. Északi határa egyben a Krajinai Szerb Köztársaság határa is volt. A falut 1995. augusztus 5-én a Vihar hadművelettel foglalta vissza a horvát hadsereg. A szerb lakosság nagy része elmenekült. A településnek 2011-ben 135 lakosa volt.

## Népesség
| Lakosság változása | Lakosság változása | Lakosság változása | Lakosság változása | Lakosság változása | Lakosság változása | Lakosság változása | Lakosság változása | Lakosság változása | Lakosság változása | Lakosság változása | Lakosság változása | Lakosság változása | Lakosság változása | Lakosság változása | Lakosság változása |
| ------------------ | ------------------ | ------------------ | ------------------ | ------------------ | ------------------ | ------------------ | ------------------ | ------------------ | ------------------ | ------------------ | ------------------ | ------------------ | ------------------ | ------------------ | ------------------ |
| 1857               | 1869               | 1880               | 1890               | 1900               | 1910               | 1921               | 1931               | 1948               | 1953               | 1961               | 1971               | 1981               | 1991               | 2001               | 2011               |
| 612                | 837                | 856                | 1.017              | 1.119              | 1.310              | 1.169              | 1.104              | 679                | 712                | 714                | 587                | 462                | 356                | 137                | 135                |

## Nevezetességei
- Hagyományos, a 20. század első felében épített szávamenti típusú népi építésű lakóház a 103. szám alatt.

- Hagyományos földszintes, padlásteres fa lakóház a 161. szám alatt. A ház a 20. század első felében épült faragott tölgyfából. Hosszúkás alaprajzú épület, melynek homlokzata az utcára néz. Az épületen fennmaradtak az eredeti építészeti kialakítások és részletek.

- A falu Szent Anna tiszteletére szentelt pravoszláv temploma 1842-ben épült. A II. világháború idején 1944-ben lerombolták. Az új templom alapjai közvetlenül a délszláv háború előtt készültek el, de a háború miatt az építést folytatni nem lehetett. A alapok a Strmenről Slovinci felé menő út közelében találhatók, a régi templom rájuk helyezett harangjával. Közvetlenül az alapok mellett fából ácsolt egyszerű harangláb áll, benne egy haranggal.